# Igarapé-Açu
Igarapé-Açu é um município do estado do Pará, no Brasil. Localiza-se à latitude 01º07'44" sul e à longitude 47º37'12" oeste, estando a uma altitude de 50 metros. Sua população estimada em 2020 era de 39.023 habitantes.

## História
O povoamento inicial da localidade se deu a partir do ano de 1895, com a instalação do Núcleo Agrícola Jambú-Açú. Anteriormente, somente residiam indígenas às margens dos rios Jambú-assú, Maracanã, Peixe-Boi e em seus afluentes e à margem do Rio Caripi, onde também vivia uma colônia espanhola. Com a construção da Estrada de Ferro de Bragança em 1896, a então localidade de Igarapé-Açu começaria a se desenvolver, graças ao  escoamento agrícola realizado na região em direção aos portos fluviais da capital paraense Belém, da qual era distrito.
Após apresentar condições de capacidades para vida política e autonomia administrativa, o distrito se emancipou de Belém no dia 26 de outubro de 1906, sendo elevado à categoria de município pela Lei nº95 e sendo instalado no dia 1º de janeiro de 1907, durante o governo de Augusto Montenegro. 

## Topônimo
"Igarapé-Açu" é um termo de origem tupi que significa "caminho de canoa grande", através da junção de igara (canoa), pé (caminho) e açu (grande). Igarapé grande.

## Pontos Turísticos
Igarapé-Açu é um local perfeito para turismo e para se viver com tranquilidade, pois a cidade é conhecida como "cidade de todos".
• Mercado Velho: O mercado municipal da cidade de Igarapé-Açu, que hoje atua como Museu.
• Samaumera: A maior árvore da cidade que um ótimo ponto para turistas.
• Balneário São Joaquim: Também conhecido como Eco-Park São Joaquim, é o lugar perfeito para passar o domingo.
• Lagoa Azul: Uma lagoa ou lago com água de cor completamente azul.